# Dendrotriton rabbi
Dendrotriton rabbi là một loài kỳ giông thuộc họ Plethodontidae. Loài này có ở Guatemala và có thể cả México.
Môi trường sống tự nhiên của chúng là vùng núi ẩm nhiệt đới hoặc cận nhiệt đới. Chúng hiện đang bị đe dọa vì mất môi trường sống.